# Анаксарх
Анаксарх (др.-греч. Ἀνάξαρχος; около 380 года до н. э. — около 320 года до н. э.) — древнегреческий философ, известен благодаря своему влиянию на Александра Македонского.
С началом похода в Азию Анаксарх присоединился к македонскому войску и стал одним из приближённых Александра. В античных источниках приведены несколько конфликтов Анаксарха с другим придворным философом Каллисфеном. Их противостояние носило не только личностный, но и мировоззренческий характер. Анаксарх был одним из первых, кто предложил официально обожествить Александра и ввести проскинезу (земной поклон с целованием ног). Согласно античным источникам, ни Анаксарх, ни Александр не воспринимали статус божества всерьёз, а видели в нём лишь политический инструмент. Также Анаксарх отстаивал верховенство царя над законами и нормами морали.
После ареста Каллисфена Анаксарх стал ближайшим приближённым и другом Александра Македонского. С его влиянием связывают трансформацию личности Александра, который превратился в человека, чьи действия определялись лишь его собственными желаниями. После смерти Александра Анаксарх попал на Кипр, где был схвачен местным царём Никокреоном и казнён с особой жестокостью. Во время пыток Анаксарх проявил себя истинным философом. Согласно одной из версий, царь приказал истолочь Анаксарха в ступе, на что философ сказал: «Толки, толки Анаксархову шкуру — Анаксарха тебе не истолочь!»
О философских воззрениях Анаксарха известно немногое. Один из его учеников — Пиррон — стал основоположником скептицизма.

## Биография

### Происхождение. Противостояние с Каллисфеном
Анаксарх родился около 380 года до н. э. во фракийском городе Абдеры. То немногое, что известно о его жизни, преимущественно взято из биографий Александра Македонского. Согласно Диогену Лаэртскому «его расцвет приходился на 110-ю Олимпиаду» (340—337 годы до н. э.).
С началом похода Александра в империю Ахеменидов Анаксарх присоединился к македонскому войску и стал, вместе со своим учеником Пирроном, одним из приближённых философов Александра. Между Анаксархом и Каллисфеном, другим философом при дворе македонского царя, возникла вражда. Противоречия между двумя философами носили не только личностный, но и мировоззренческий характер. Так, во время разговора о климате в некоем месте по пути следования войск Александра Анаксарх не согласился с теми, кто утверждал, что «здесь» холоднее, чем в Греции. На это Каллисфен заметил, что Анаксарх неправ, ведь в Греции он спал в рубище, а «здесь» — под тремя коврами. В данном случае Каллисфен упрекал Анаксарха в том, что тот отошёл от идеала нестяжательства и вместо приличествующей философам бедности занимается накоплением богатств за счёт поощрения дурных наклонностей Александра.
Согласно Арриану, Анаксарх был первым, кто предложил обожествить Александра и ввести проскинезу. Земной поклон с последующим целованием ног был частью персидской культуры, но вызывал резкое неприятие среди македонских воинов. На одном из пиров, с предварительного согласия Александра, Анаксарх стал говорить, что для македонян правильнее почитать в качестве божества Александра, а не фиванца Диониса и аргивянина Геракла. Анаксарх утверждал, что так как после смерти Александра всё равно станут почитать в качестве божества, то будет правильным возвеличить его ещё при жизни. Часть присутствующих согласились с Анаксархом и заявили о готовности пасть ниц перед Александром. Против этого с гневной речью выступил Каллисфен. Впоследствии, в 328 году до н. э. Каллисфен был арестован и умер в заточении. Одним из основных недоброжелателей Каллисфена, который, возможно, довёл его до опалы, был Анаксарх.
Свидетельства источников, которые противопоставляют Анаксарха и Каллисфена в пользу последнего, являются следствием деятельности школы перипатетиков. Каллисфен, в отличие от Анаксарха, принадлежал к ученикам Аристотеля, последователи которого окружили своего «духовного собрата» ореолом мученичества. Так, один из наиболее очерняющих Анаксарха текстов принадлежит перипатетику Клеарху. Ж. Бруншвиг отмечал, что после того, как Александр прервал какие-либо отношения с Аристотелем, он приблизил к себе Анаксарха. Сообщение Плутарха о том, что Анаксарх был одним из ближайших друзей царя, может свидетельствовать о том, что Александр сохранил интерес к философии и естественным наукам.

### Роль при дворе Александра Македонского
Хоть Анаксарх и был одним из инициаторов официального обожествления Александра, сам он, согласно античным источникам, весьма скептически и с юмором воспринимал «божественность» царя. Так, согласно Клавдию Элиану, во время болезни Александра Анаксарх высмеял даваемые царю лекарства словами «Надежды нашего божества на дне чашки». Согласно Диогену Лаэртскому, в ответ на требование Александра почитать его как сына Зевса, Анаксарх указал на его кровоточащие раны и сказал: «А ведь это кровь, а не влага, какая струится у жителей неба счастливых!». Также Плутарх приводит анекдот, как во время грома Анаксарх обратился к Александру с вопросом, почему «сын Зевса» никогда не делал чего-либо подобного, на что получил ответ: «Зачем мне внушать ужас своим друзьям?» Сопоставление информации о том, что Анаксарх одним из первых предложил считать Александра богом и в то же время шутил над божественностью царя, может свидетельствовать о том, что ни философ, ни царь не воспринимали статус божества всерьёз. Для них он был политическим инструментом, а не верой или убеждением.
В античных источниках описаны несколько историй, которые показывают влиятельность Анаксарха при дворе Александра. Так, на одном из пиров македонский царь спросил о том, понравились ли философу угощения. Анаксарх ответил: «Все великолепно, царь, только надо бы ещё подать голову одного сатрапа» — намекая на присутствующего Никокреона — царя Саламина на Кипре. Один раз Александр распорядился выдать Анаксарху столько денег, сколько тот пожелает. Когда казначей доложил царю, что философ запросил громадную сумму в 100 талантов, Александр распорядился выполнить эту просьбу со словами: «значит он знает, что у него есть друг, который и хочет и может дать такой подарок». Данный фрагмент историки используют при описании щедрости Александра.
После убийства в 328 году до н. э. в состоянии опьянения одного из своих наиболее преданных военачальников Клита Чёрного Александр несколько дней пребывал в депрессии и не выходил из шатра. Для того, чтобы вернуть Александра к исполнению своих обязанностей, к нему пригласили жрецов и философов, в том числе и Анаксарха. Философ нашёл слова, которые успокоили царя. Он говорил, что все деяния великого царя справедливы, так как они выше любой морали. Хоть своей речью Анаксарх и смог вывести Александра из депрессии, его слова, по утверждению Плутарха, внушили царю ещё большие пренебрежение к законам и надменность. Один раз Анаксарх невольно огорчил царя, когда начал рассказывать Александру о существовании бесконечного множества миров. Недовольство Александра вызвало понимание того, что он не сможет их все завоевать.
Во время походов Александра Анаксарх вместе со своим учеником Пирроном встречался с индийскими мудрецами гимнософистами и магами. Во время одной из встреч индийский мудрец попрекнул Анаксарха тем, что тот поучает других, а сам «пляшет под царскую дудку». Эта встреча, согласно античной традиции, стала переломной в жизни и учении Пиррона, который покинул Анаксарха, уединился и стал основоположником скептицизма. В античных источниках приведена ещё одна история о взаимоотношениях двух философов. Когда Анаксарх попал в болото, Пиррон прошёл мимо и не подал учителю руки. Таким образом, он проявил «безразличие и безлюбие».
Античные источники косвенно связывают смерть Александра с Анаксархом. Так, когда глава халдейского посольства Белефант передал через Неарха предсказание, что царь умрёт, если вступит в Вавилон и не предпримет ряд действий, Анаксарх убедил Александра проигнорировать пророчество.

### Гибель
После смерти Александра Македонского, около 320 года до н. э. Анаксарх попал на Кипр, где был схвачен царём Никокреоном и казнён. Античные источники связывают смерть Анаксарха с местью царя философу за нанесенное при дворе Александра оскорбление, при этом они приводят три версии казни. Согласно Диогену Лаэртскому, Никокреон приказал истолочь Анаксарха в ступе, на что философ сказал: «Толки, толки Анаксархову шкуру — Анаксарха тебе не истолочь!» Цицерон писал, что кипрский тиран приказал изрубить философа. Согласно Валерию Максиму, Никокреон пытал философа и пригрозил отрезать ему язык. После этого Анаксарх сам откусил себе язык и выплюнул в Никокреона.

## Учение. Научная деятельность
Анаксарх принадлежал к философской школе Демокрита. Он учился у Диогена из Смирны, который в свою очередь слушал Метродора Хиосского, ученика учеников Демокрита Несса Хиосского и Метродора из Абдеры. Также на Анаксарха оказало влияние учение киников.
О философских воззрениях Анаксарха известно немногое. Ж. Бруншвиг отмечал, что подавляющее большинство разрозненных текстов об Анаксархе, которые в сборнике Дильса-Кранца помещаются на четырёх страницах, преимущественно представляют собой исторические анекдоты, а не философское учение. Создание на их основе реконструкции философии Анаксарха не представляется возможным. В то же время анекдоты помогают воссоздать тот стереотип персонажа, который сложился о нём ещё при жизни. Эпитет «Eudaimonikos» («счастливый») предполагает, что он следовал эвдемонизму — этическому направлению, которое считает критерием нравственности и основой поведения человека его стремление к достижению счастья. Согласно Плутарху, Анаксарх презирал общепринятые взгляды и пытался найти «особый путь» в философии. Вероятно, он интересовался натурфилософией и, в духе атомистического учения, считал, что существует бесконечное множество миров.
Анаксарх развил идею Демокрита о несоответствии действительности и её восприятия. На основе данной идеи Анаксарх отрицал существование критерия истинности и способности человека отличить истинное от ложного. Также Анаксарх был автором одного из первых античных сочинений «О царской власти». Из этого трактата до нас дошло всего лишь два фрагмента. В одном Анаксарх пишет о вреде и пользе «многознания», определяет мудрость как «знание удобного момента». В другом говорится, что богатство трудно приобрести, но ещё сложнее сохранить.
Страбон упоминает об исправлении, под эгидой Александра, Анаксархом гомеровских поэм. Также философ снабдил их своими комментариями.

## Оценки
Ф. Шахермайр назвал Анаксарха «холодным, сухим рационалистом, свободным от предрассудков последователем Демокрита». Одновременно, Анаксарха представляют льстецом и стяжателем, чьим основным мотивом было сохранение влияния при дворе Александра. В этом контексте теоретическое обоснование верховенства царя над законом отвечало чаяниям Александра, который в связи с этим и приблизил Анаксарха. В то же время, несомненно, что он принял достойную философа героическую смерть. В античной традиции Анаксарх представлен одновременно льстецом и героем. Такое несоответствие можно объяснить как несовершенством наших представлений о персонаже вследствие недостаточной источниковой базы, так и разноплановостью его личности.
Возможно, истории о придворном философе при дворе Александра, коим являлся Анаксарх, были собирательными, частично связанными с другим философом-участником Восточного похода с созвучным именем Анаксимен.

## В литературе
Анаксарх является одним из персонажей исторического романа Л. Ф. Воронковой об Александре Македонском «В глуби веков».

### Исследования
- Осокина С. А. Оппозиция в армии Александра Великого: убийство Клита в Маракандах (328 г. до н. э.) // FILO ARIADNE. — 2020. — Вып. 19, № 3. — С. 70—81. — ISSN 2712-7869.
- Солопова М. А. Анаксарх // Античная философия: Энциклопедический словарь. — М.: Прогресс-Традиция, 2008. — 896 с. — ISBN 5-89826-309-0.
- Шахермайр Ф. Александр Македонский. — Ростов-на-Дону: Феникс, 1997. — 576 с. — ISBN 5-85880-313-Х.
- Шифман И. Ш. Александр Македонский / ответственный редактор Э. Д. Фролов. — Л.: Наука, 1988. — ISBN 5-02-027233-7.
- Шофман А. С. Восточная политика Александра Македонского / Печатается по постановлению редакционно-издательского совета Казанского университета. Отв. редактор В. Д. Жигунин. — Казань: Издательство Казанского университета, 1976.
- Шохин В. К. Индийская философия. Шраманский период (середина I тысячелетия до н.э.): Учеб. пособие / Печатается по постановлению Ученого совета Института философии РАН. — СПб.: Изд-во С.-Петерб. ун-та, 2007. — 423 с. — ISBN 978-5-288-04085-6.
- Berve H. Das Alexanderreich auf prosopographischer Grundlage (нем.). — München: C. H. Beck`sche Verlagsbuchhandlung, 1926. — Vol. 2.
- Brunschwig J.[нем.]. The Anaxarchus Case: An Essay on Survival (англ.) // Proceedings of the British Academy[англ.]. — 1993. — Vol. 82. — P. 59—88.
- Heckel W. Who's Who in the Age of Alexander and his Successors. From Chaironea to Ipsos (338—301 BC) (англ.). — Barnsley: Greenhill Books, 2021. — 554 p. — ISBN 978-1-78438-648-1.
- Kaerst J.[нем.]. Anaxarchos 1 // Paulys Realencyclopädie der classischen Altertumswissenschaft :  [нем.] / Georg Wissowa. — Stuttgart : J. B. Metzler’sche Verlagsbuchhandlung, 1894. — Bd. I, 2. — Kol. 2080.